# Scaptomyza adusta
Scaptomyza adusta är en tvåvingeart som först beskrevs av Friedrich Hermann Loew 1862.  Scaptomyza adusta ingår i släktet Scaptomyza och familjen daggflugor. Inga underarter finns listade i Catalogue of Life.